# 거미목 분류 체계

## 거미목분류체계
거미목(Araneae)에 대한 계통분류학적 연구는 최근 Kulkarni, Wood, and Hormiga (2023)에 의한 대규모 연구가 대표적이라 할 수 있다. 이를 준하여 기본적인 계통체계를 보면 다음과 같다. 
```
거미폐계통군(Arachnopulmonata)
```

```
  사폐계통군(Tetrapulmonata)
```

```
     거미목(Araneae)
```

```
        옛실젖거미아목(가운데실젖거미아목)(Mesothelae)
```

```
           옛실젖거미하목(Liphistiomorphae)
```

```
        뒷실젖거미아목(Opisthothelae)
```

```
           원실젖거미하목(Mygalomorphae)
```

```
           새실젖거미하목(Araneomorphae)
```

```
              홑생식기소목(Haplogynae)
```

```
              그 외
```

```
                 남쪽거미상과(Austrochiloidea) 등
```

```
                 그 외
```

```
                    앞다리거미상과(Palpimanoidea)
```

```
                    겹생식기소목(Entelegynae)
```

이를 기반으로 간략한 계통체계를 도식화하고, 주요 계통분지에 그 특징을 적었다. 아울러 여기에 국내 거미목 내 과들을 표시하여, 현재 국내 거미목 과들이 계통수 내에서 어떤 위치에 있는지를 알 수 있도록 하였다.

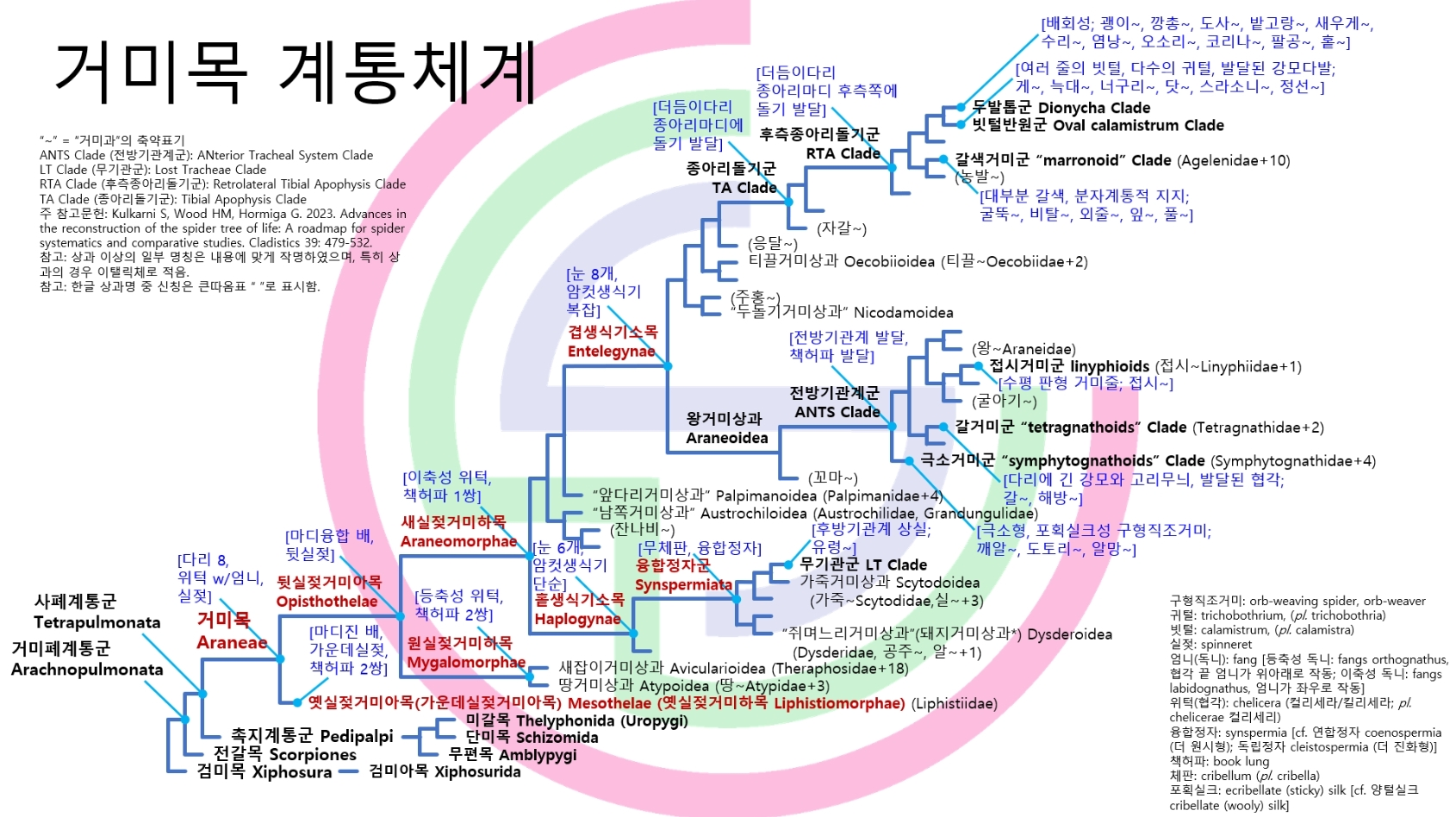

도판 내에도 적혀 있지만, 이를 이해하기 위해 필요한 내용은 다음과 같다.
- “~” = “거미과”의 축약표기
- ANTS Clade (전방기관계군): ANterior Tracheal System Clade
- LT Clade (무기관군): Lost Tracheae Clade
- RTA Clade (후측종아리돌기군): Retrolateral Tibial Apophysis Clade
- TA Clade (종아리돌기군): Tibial Apophysis Clade

주 참고문헌: Kulkarni S, Wood HM, Hormiga G. 2023. Advances in the reconstruction of the spider tree of life: A roadmap for spider systematics and comparative studies. Cladistics 39: 479-532.
참고 1: 상과 이상의 일부 명칭은 내용에 맞게 작명하였음.
참고 2: 한글 상과명 중 신칭은 큰따옴표 “ ”로 표시함.

또한 이해를 돕는 용어 설명은 다음과 같다.
- 구형직조거미: orb-weaving spider, orb-weaver
- 귀털: trichobothrium, (pl. trichobothria)
- 빗털: calamistrum, (pl. calamistra)
- 실젖: spinneret
- 엄니(독니): fang [등축성 독니: fangs orthognathus, 협각 끝 엄니가 위아래로 작동; 이축성 독니: fangs labidognathus, 엄니가 좌우로 작동]
- 위턱(협각): chelicera (컬리세라/킬리세라; pl. chelicerae 컬리세리)
- 융합정자: synspermia [cf. 연합정자 coenospermia (더 원시형); 독립정자 cleistospermia (더 진화형)]
- 책허파: book lung
- 체판: cribellum (pl. cribella)
- 포획실크: ecribellate (sticky) silk [cf. 양털실크 cribellate (wooly) silk]

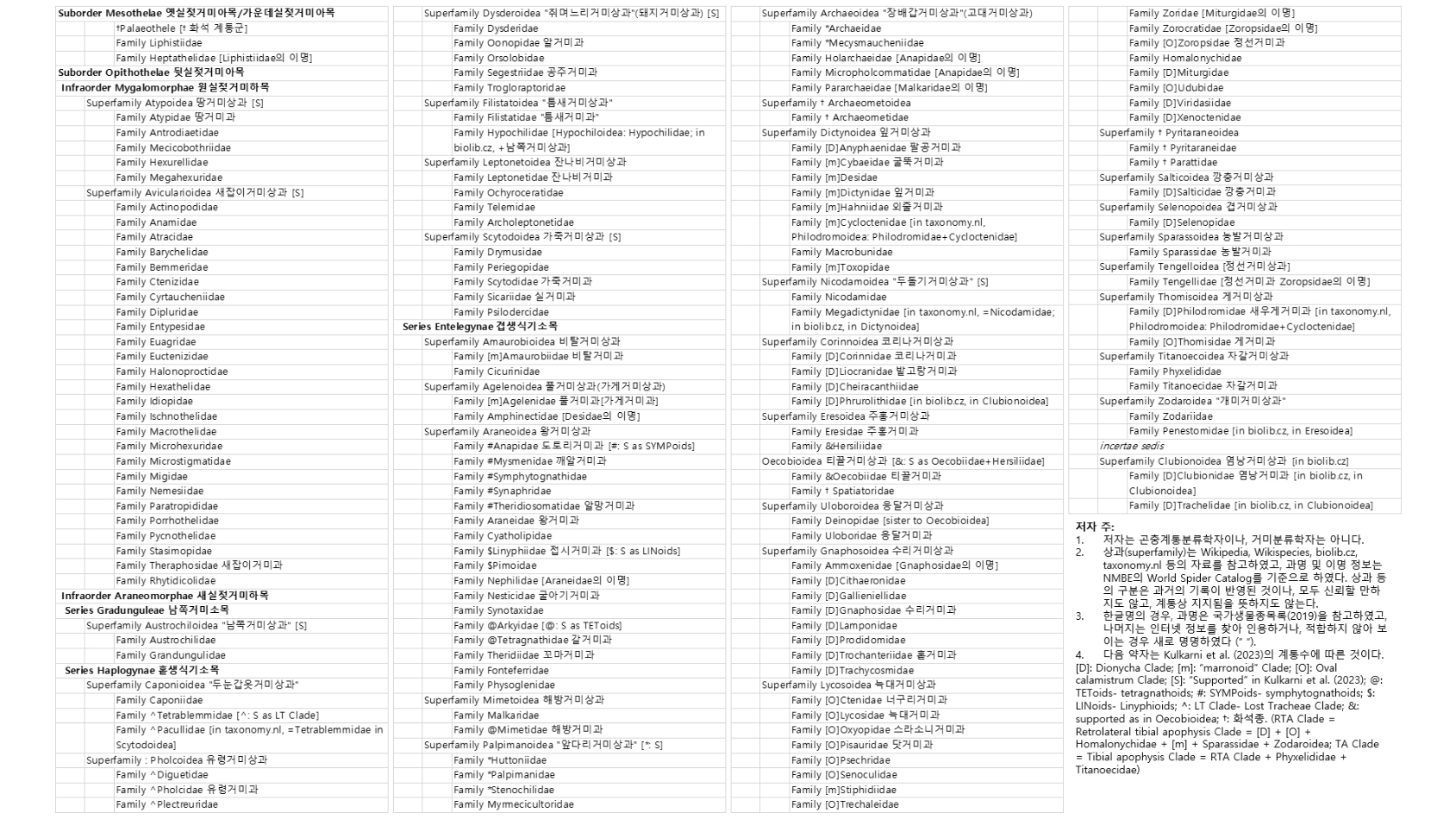

## 거미목의 분류군 리스트
상과(superfamily)는 Wikipedia, Wikispecies, biolib.cz, taxonomy.nl 등의 자료를 참고하였고, 과명 및 이명 정보는 NMBE의 World Spider Catalog를 기준으로 하였다. 상과 등의 구분은 과거의 기록들이 반영된 것이나, 모두 신뢰할 만한 것은 아니며, 실제로 모두 계통상 지지되는 것도 아니다. 계통수 그림에서 상과가 적힌 경우는 Kulkarni et al. (2023)에 의해 지지되는 겨우이나 그 외의 상과들은 단계통을 이루지 못하는 경우가 대부분이다. 이 점을 이해하면서 아래의 리스트를 보기 바란다. 즉, 리스트에 나오는 상과명들은 비록 여러 자료에서 언급된 바 있으나 이들의 단계통성은 앞으로 여러 연구를 통한 지지가 필요하겠다.
한글명의 경우, 과명은 국가생물종목록(2019)을 참고하였고, 나머지는 인터넷 정보를 찾아 인용하거나, 적합하지 않아 보이는 경우 새로 명명하였다 (“ “).
리스트에서 다음 약자는 Kulkarni et al. (2023)의 계통수에 따른 것이다.
- [D]: Dionycha Clade
- [m]: “marronoid” Clade
- [O]: Oval calamistrum Clade
- [S]: “Supported” in Kulkarni et al. (2023)
- @: TEToids- tetragnathoids
- #: SYMPoids- symphytognathoids
- $: LINoids- Linyphioids
- ^: LT Clade- Lost Tracheae Clade
- &: supported as in Oecobioidea
- †: 화석종.

RTA Clade = Retrolateral tibial apophysis Clade = [D] + [O] + Homalonychidae + [m] + Sparassidae + Zodaroidea
TA Clade = Tibial apophysis Clade = RTA Clade + Phyxelididae + Titanoecidae